# Dennenkegelwants
De dennenkegelwants (Gastrodes grossipes) is een wants uit de onderfamilie Rhyparochrominae van de familie bodemwantsen (Lygaeidae).

## Uiterlijk
Gastrodes grossipes is 5,5 tot 7,3 mm lang. De kop, het schildje (scutellum) en het voorste deel van het halsschild (pronotum) zijn zwart. Het achterste deel van het halsschild, de voorvleugels, poten en antennes zijn donker roodbruin. Hij lijkt op Gastrodes abietum, maar hij is donkerder roodbruin, het halsschild heeft geen lichte zijrand en het eerste antennesegment is langer.

## Verspreiding en habitat
De soort komt voor in bijna geheel Europa met uitzondering van het Hoge Noorden. Naar het oosten is hij verspreid in Siberië, Klein-Azië, de Kaukasus en Noord-China.

## Leefwijze
De wantsen leven in dennen (Pinus), vooral in grove den (Pinus sylvestris) en zelden in andere bomen uit de dennenfamilie (Pinaceae). In Europese lork (Larix decidua) worden ze echter ook gevonden. Ze zuigen vooral op de naalden van de bomen, maar ze zijn ook te vinden op de schors en de dennenappels. De vrouwtjes leggen in tegenstelling tot de andere soorten van het geslacht Gastrodes hun eitjes in rijen op de naalden van de bomen. De imago’s en nimfen overwinteren. De nieuwe generatie volwassen wantsen verschijnt vanaf juli of augustus.